# Labeo nandina
Labeo nandina, in Indien auch Nandani oder Nandil genannt, ist eine mittelgroße Karpfenfischart aus Südostasien.

## Beschreibung
Der Fisch kann bis über 80 Zentimeter lang und 10 Kilogramm schwer werden.

## Verbreitung
Labeo nandina kommt in Flüssen Indiens, Bangladesch und Myanmars vor.

## Lebensweise
Die Fischart halt sich überwiegend in den Oberläufen der Flüsse auf. In Bangladesch kommen sie auch in den sogenannten Beels vor.

## Lebensweise und Nutzung
Über die Lebensweise von Labeo nandina ist sehr wenig bekannt.